# 伊藤信 (内閣府官僚)
伊藤 信（いとう まこと）は、日本の総務・内閣府官僚。

## 来歴
福井県出身。1990年（平成2年）、東京大学法学部を卒業。同年4月、総務庁に入庁。入庁後、国家公務員制度などに携わり、人事局企画調整課、総務庁長官官房総務課、行政管理局主査、ミシガン大学研究員、恩給局総務課専門官、総理府管理室公益法人企画担当参事官補、内閣総理大臣官房総務課課長補佐、内閣府大臣官房総務課課長補佐を経て、2002年（平成14年）8月に人事・恩給局総務課課長補佐に就任。局内の総合調整や大臣官房等の外部機関の調査を担当した。その後、内閣府政策統括官（共生社会政策担当）付参事官（青少年企画担当）、同（総合調整第2担当）、同（食育推進担当）、内閣官房内閣参事官（内閣広報室）、同総理大臣官邸報道室長、内閣府政策統括官（共生社会政策担当）付参事官（青年国際交流担当）、内閣府大臣官房参事官、賞勲局総務課長、内閣府政策統括官（共生社会政策担当）付参事官（総括担当）、子ども・子育て本部参事官（総括担当）、内閣府大臣官房審議官（大臣官房及び男女共同参画局担当）、内閣官房内閣審議官（内閣官房副長官補付）、北方対策本部審議官、内閣府大臣官房公文書監理官などを歴任。
2023年（令和5年）7月4日、賞勲局長に就任。
2024年（令和6年）7月5日、迎賓館長に就任。